# Chthonius heterodactylus
Espèce
Chthonius heterodactylus est une espèce de pseudoscorpions de la famille des Chthoniidae.

## Distribution
Cette espèce se rencontre en Pologne, en Tchéquie, en Slovaquie, en Hongrie et en Roumanie.

## Publication originale
- Tömösváry, 1882 : A Magyar fauna álskorpiói. Magyar Tudományos Akadémia Matematikai és Természettudományi Közlemények, vol. 18, p. 135-256.